# Vilmos Aba-Novák
Vilmos Aba-Novák (ur. 15 marca 1894 w Budapeszcie, zm. 29 września 1941 w Budapeszcie), węgierski malarz i grafik. W 1937 otrzymał nagrodę na Biennale w Wenecji.
Malował obrazy i freski charakteryzujące się monumentalną kompozycją oraz agresywną kolorystyką.